# Maleise bijeneter
De Maleise bijeneter (Merops viridis) is een vogel uit de familie van de bijeneters (Meropidae). De wetenschappelijke naam van de soort werd in 1758 gepubliceerd door Carl Linnaeus.

## Verspreiding
Deze soort komt voor in de tropische mangrovebossen van Brunei, Cambodja, China, Hongkong, Indonesië, Laos, Maleisië, Singapore, Taiwan, Thailand en Vietnam.
Op Borneo is het de meest voorkomende soort bijeneter die vooral wordt aangetroffen in zandige gebieden aan de kust in kleine broedkolonies. Maar de vogel wordt ook jagend op bijen aangetroffen in bosgebieden meer in het binnenland. Maleise bijeneters uit meer noordelijk gelegen gebieden zijn waarschijnlijk trekvogels die overwinteren op de Grote Soenda-eilanden.

## Status
De grootte van de populatie is niet gekwantificeerd, maar er is geen aanleiding te veronderstellen dat de soort in aantal achteruit gaat. Daarom staat de Maleise bijeneter als niet bedreigd op de Rode Lijst van de IUCN.

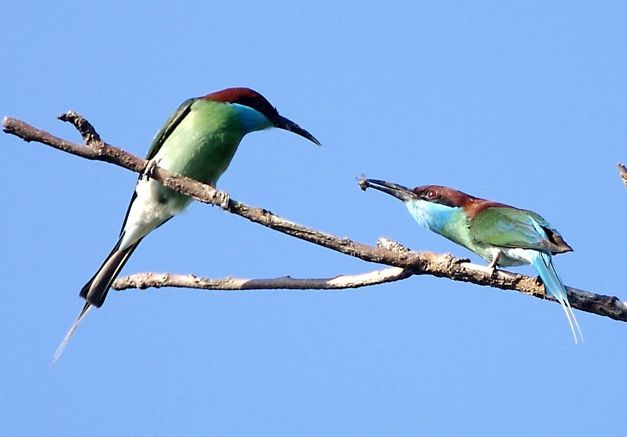
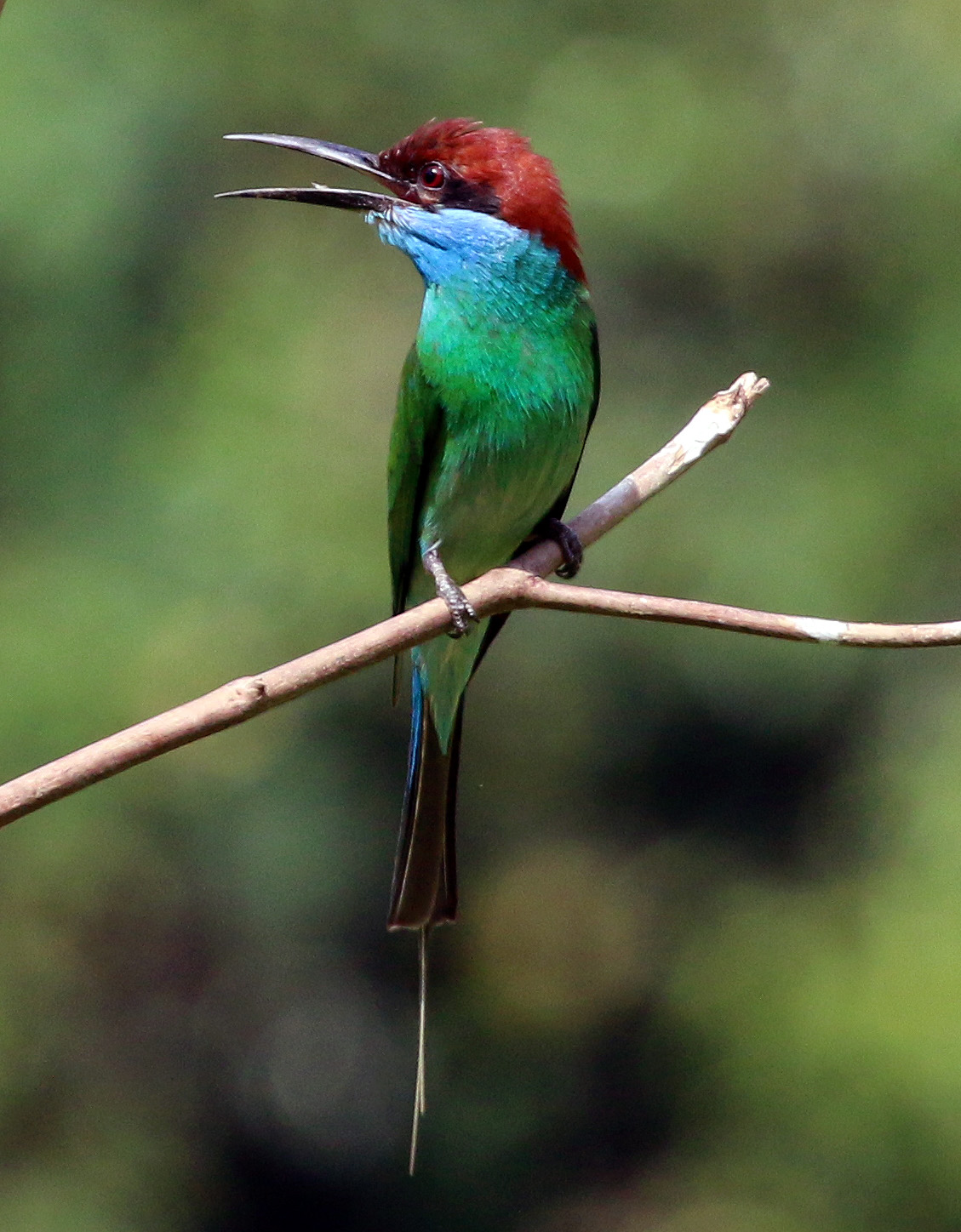